# Cornifrons
Cornifrons is een geslacht van vlinders van de familie van de grasmotten (Crambidae), uit de onderfamilie van de Glaphyriinae.  De wetenschappelijke naam en de beschrijving van dit geslacht zijn voor het eerst gepubliceerd in 1858 door Julius Lederer. Lederer beschreef ook de eerste soort uit het geslacht, Cornifrons ulceratalis, die als typesoort is aangeduid.

## Soorten
- C. actualis Barnes & McDunnough, 1918
- C. albidiscalis Hampson, 1916
- C. phasma Dyar, 1917
- C. ulceratalis Lederer, 1858